# 24時間テレビ 愛は地球を救う14
『24時間テレビ 「愛は地球を救う」』（24じかんテレビ「あいはちきゅうをすくう」）の第14回放送は、日本テレビにて1991年7月27日（土曜日）14:00 - 7月28日（日曜日）18:30（JST）まで生放送された。

## 概要
テーマは『地球はみんなの宇宙船』。具体的なスローガンとして、『雲仙・普賢岳災害救援!寝たきりのお年寄りにお風呂カーを!障害者に社会参加を!アジア・アフリカに海外援助を!』を掲げた。
この回は関東地区と一部地域のみ土曜14:00 - 日曜18:30の28時間30分放送となった。土曜日17:00まではローカルセールスの任意ネット扱いであるため、正式なネットセールス枠である土曜日17:00以後の25時間30分とする資料や放送局もある。
この年の「24時間テレビ」は例年とは異なる点が多かった。一つは、8月に当時日本テレビ系列が地上波独占生中継することになっていた「1991年世界陸上競技選手権大会・東京大会（国立霞ヶ丘陸上競技場）が開催される都合上、日程のバッティングを避けるため、通常よりほぼ1か月前倒して開催し、7月の最終週末に行われた。
もう一つは、平年の全国中央募金会場としている日本武道館（千代田区）が大規模改修工事のため使用不可となったことにより、日本青年館（新宿区・港区）をメイン会場とした1979年の第2回以来12年ぶりに日本武道館以外での開催となり、東京都庁舎の都民広場（新宿区）が中央募金会場となった。一部コーナーにおいては、当時の日本テレビ麹町旧社屋から放送した。
この年の全国ネット放送が行われた25時間半の平均視聴率は6.6%と過去最低を記録したため、あくる1992年（第15回）から、長時間マラソン企画やエンターテインメント性を重視した大規模なてこ入れ策を図ることになった。
なおこの年は6月に発生した長崎県島原市の雲仙普賢岳の土石流の大噴火に伴い、視聴者や各団体・企業などから寄せられた浄財から、長崎県と被災地の自治体に対して総額1億3338万円を拠出し、災害復旧のための緊急援助資金に充当した。
1978年（第1回）からの番組のテーマ曲『LOVE SAVES THE EARTH』が使用された最後の回であり、その他さまざまなイメージソングの作曲を手掛けた大野雄二もこの回を最後に降板した。

## 出演者
全国総合司会
- 渡辺徹
- 森口博子

Wズームインプラスひかる
- 徳光和夫
- 福留功男
- 西田ひかる

総合キャスター
- アグネス・チャン

チャリティーパーソナリティー
- 畠田理恵

スペシャルパーソナリティー
- 宮沢りえ

その他
- 和田アキ子
- 三田寛子
- 佐野量子
- 山瀬まみ
- 高田純次
- ケント・デリカット
- 橋幸夫
- 美川憲一
- 生島ヒロシ
- 蓮舫
- 舛添要一
- デーブ・スペクター
- 所ジョージ
- 千堂あきほ
- 山本リンダ
- 岸本加世子
- 神田正輝
- 布川敏和
- マリーン
- 吉村明宏
- 斉藤由貴
- オリビア・ニュートン＝ジョン
- アーノルド・シュワルツェネッガー

- 向井亜紀
- 福澤朗
- 峰竜太
- 松崎しげる
- C.C.ガールズ
- 横森良造
- 夏木ゆたか
- 泉アツノ
- 海老一染之助・染太郎
- 結城めぐみ
- 大木凡人
- 金沢明子
- 桜金造
- ペコちゃん
- 相馬ひろみ
- 松本明子
- 笑福亭鶴光
- 伊藤美紀
- 石井光三
- 仁藤優子
- 保坂昌宏
- 鈴木健
- 児島未散
- 水沢螢
- きゃんみゆき
- 堀敏彦
- 浜美枝
- 田中康夫
- 松尾貴史
- チャーリー浜
- 清水アキラ
- 清水ミチコ
- 杉本彩
- かとうれいこ
- ラサール石井
- 松尾伴内
- 大森うたえもん
- 岩本恭生
- 鈴木ヒロミツ
- 大沢逸美
- 本田理沙
- 米森麻美
- しのざき美知
- 黒沢律子

- 木内みどり
- 中村あずさ
- ヒロコ・グレース
- オスマン・サンコン
- 小牧ユカ
- 安部譲二
- 田中義剛
- 長野智子
- 西山登志雄
- 小倉智昭
- 平山育美
- 岩沢昭子

- 間寛平
- 島崎俊郎
- ラッキィ池田
- 渡嘉敷勝男
- 立花理佐
- 生稲晃子
- 伊東敬文
- 田邊順一
- 樋口恵子
- 村井吉敬

- 渡辺めぐみ
- ゆうゆ
- 伊藤克信
- 三笑亭夢之助
- 桂小枝
- 見城美枝子

- 酒井法子
- 相原勇
- 関根勤
- CoCo
- Mi-Ke
- 忍者
- 田村英里子
- ribbon
- 田中律子
- 西村知美
- 永井美奈子
- 幕末塾
- ルー大柴

- 中村雅俊
- KAN

- 南るり子
- 木村洋二
- 今中麻貴
- 鏡五郎
- 亜貴ひかる
- 柏木美絵
- 松田とみ
- 須藤圭子
- 八戸美奈子
- 須藤理香子
- 駒平
- 斉藤恵子
- 服部浩子
- 松竹梅
- 大東めぐみ
- ポップコーン
- ABブラザーズ
- 伊藤秀志
- ワイワイブラザーズ
- 佐月亜衣
- ダ・カーポ
- 小宮孝泰
- 山本ゆかり
- ビッグボイス
- 斉藤満喜子
- Lip's
- キャットクラブ
- こんぺいとう
- 寺尾友美
- 太田幸希
- 花島優子
- 井上あずみ
- 林家らぶ平
- 松音ゆかり
- 車だん吉
- きくち教児
- 上々颱風
- 千葉おさむ

- 星由里子
- オール阪神・巨人
- 今いくよ・くるよ
- 海原小浜
- 田中美奈子
- 中村泰士
- 佐川満男
- 京唄子
- 月亭八方
- 桂小枝
- 海原さおり・しおり
- 円広志
- 麻倉未稀
- 中野良子
- 渡辺絵美
- 宮川大助・花子
- 桂春之輔
- 春やすこ
- 桂小春
- 小川恵理子
- 里見まさと
- 吉本真由美
- AZ・AS
- 栢木寛照
- 小林大作
- タージン
- 草川祐馬
- 内山明美
- 田口美幸
- 門脇康一
- 尾崎真実
- マルシア
- 高山美図紀
- 清水綾子
- 福岡文
- 坂井順子
- 水沢明美
- 目黒譲二
- 島崎和歌子
- 浜田容助
- 長与千種
- 相川恵里
- 笑福亭笑瓶
- 阿本真亜子
- 田代美希

- 祭小春
- テンション
- 中嶋美智代
- 平井菜水
- 大田恵子
- 伍代夏子
- KATSUMI
- 山川豊
- ピンクの電話
- 宍戸留美

- 三遊亭円楽
- 桂歌丸
- 林家こん平
- 林家木久蔵
- 三遊亭楽太郎
- 三遊亭小遊三
- 三遊亭好楽
- 山田隆夫
- 林家正楽
- 林家うん平
- 三遊亭いるか
- 三遊亭優

- 東京少年少女合唱隊
- ガッシュアウト
- ザ・バーズ

## スタッフ
- 企画・全体構成：都築忠彦
- 音楽：大野雄二、永作幸男
- AD（アートディレクター）：浅葉克己
- コピーライター：糸井重里
- ズームインバラエティー
  - プロデューサー：小湊義房、川尻隆久
  - ディレクター：岡田泰三
  - 中継ディレクター：笠原正己、松瀬光博、伊藤彰、長田稔、佐藤修一
  - 構成：南條隆明、東海林桂
  - 監修：松本醇
- 地球を救う100の方法
  - プロデューサー：都築忠彦
  - ディレクター：山田正人、飯田享子
  - 調査：長手源三郎
- グランドプロローグショー/フィナーレ
  - 演出・プロデューサー：草野公
  - プロデューサー：斎藤寿
  - 都民広場コーディネーター：大谷晴康、谷口則之、徳王誠
  - 振付：土居甫
  - サウンド・コンポーザー：鳥飼弘昌
  - ダンス指導：村田緑
  - タップ指導：山下健司
  - 合唱指導：長谷川冴子
  - 歌唱指導：橋本賀代子
  - 踊り：日本テレビ音楽学院、ザ・バーズ、BMCダンサーズ
  - 合唱：ミュージッククリエイション、東京少年少女合唱隊
  - 演奏：ガッシュアウト、東京音楽事務所
- SAVE THE EARTH
  - 演出・プロデューサー：草野公
  - プロデューサー：浅川武彦
  - 演出補：斉藤寿、永田夏子
  - コーディネーター：小高秀一、菱沼妙子
  - ENGディレクター：本宮英雄、西敏也・菅野貴志（BEE BRAIN）
- テレビ38年史
  - 演出：矢野義幸
  - プロデューサー：源孝志（ホリプロ）
  - アシスタントプロデューサー：茨木勝美
  - ディレクター：伊藤寿治、影沼沢聖紀
  - 構成：谷口秀一
  - 取材ディレクター：三浦伸、小山順子、青木治
- クイズ なんで地球はこうなるの
  - プロデューサー：都築忠彦
  - 総合演出：矢野義幸
  - ディレクター：大槻則之
  - 構成：松井尚、東海林桂、伊東雅司、南條隆明
  - 取材ディレクター：石塚厚史、尾崎正浩
  - プロダクションコーディネーター：川尻隆久、布施晴朗
  - AD（アシスタントディレクター）：氣賀澤宏隆、津下佳子、井上啓子
  - ロケ・コーディネーター：海野尚子、ニコラ・ヨハノヒク、マスミ・シモオカ
- TVおたく選手権
  - プロデューサー：高木章雄、渡辺陽二
  - ディレクター：安達幸夫、狩谷新、氣賀澤宏隆、石川博康、滝智夫
  - AD（アシスタントディレクター）：津下佳子
  - 音効：小西善行
  - ロケ技術編集：ビジョンユニバース
  - 構成：植竹公和、野尻靖之、竹田康一郎
- 熱血討論
  - プロデューサー：草野公、斉藤隆志
  - ディレクター：笹尾光、鈴江秀樹
  - 構成：雫弘幸
- お風呂カー物語
  - ディレクター：森康行
  - 編集：小村誠、馬場勝
  - AD（アシスタントディレクター）：古賀美岐
- あなたのリフト付きバス
  - ディレクター：新村広之
  - AD（アシスタントディレクター）：園部美智江
  - 調査：田口真
- 老人福祉リポート
  - ディレクター：森康行
  - コーディネーター：伊東敬文
  - AD（アシスタントディレクター）：古賀美岐、山下靖史
  - 撮影：岩見憲明、平柳晴淑、森木宏明
  - 録音：椀台秀之、田中健治
  - 編集：馬場勝
  - 照明：梅崎幹夫
  - VTR：山宮革、小鷹浩司
  - MA：鈴木剛
  - 音効：高田暢也
- 「24時間テレビ」援助の現場から
  - プロデューサー：都築忠彦
  - 構成・プロデューサー：広瀬涼二
  - ディレクター：毛利匡、中城定雄、松本武顕、奈加充、日比栄樹
  - 撮影：長田勇、吉田耕司、一ノ瀬正史、佐藤研志
  - 録音：吉田一明、中野国夫、鈴木彰、大野夏郎
  - 編集：小村誠、加庭佳子
  - 音効：金田智子、黒金和夫
- いきなり おじゃま
  - プロデューサー：吉野正夫、岡田泰三
  - ディレクター：小出康博、横山正悟、岡本敦子
  - 構成：金杉文夫
- アイドル大集合
  - プロデューサー：吉岡正敏
  - ディレクター：土屋泰則
  - コーディネーター：斉藤寿
  - 構成：矢頭浩
  - フロアーディレクター：長谷川賢一、杉岡士朗、井崎成人
  - 中継コーディネーター：内田功、見山欣也（クリエイティブオフィスなび）、川靖浩次、絹川明男
- ひろがれ! 愛の輪
  - プロデューサー：藤沢国彦（YTV）
  - ディレクター：松本芳久（YTV）
  - 舞台監督：赤木保夫、西脇和之、弘中謙（YTV）
  - 美術：綿谷登（YTV）、つむら工芸
  - 技術：田中茂高（YTV）
  - 照明：三石日出夫、LSD
  - 音響：木下裕正、大阪共立
- 全国募金クイズ
  - ディレクター：鈴江秀樹
  - 構成：東海林桂
  - プロデューサー：都築忠彦
- 笑点スペシャル
  - プロデューサー：中島銀兵
  - ディレクター：飯田達哉（ユニオン映画）
  - 構成：新倉イワオ、遠藤佳三、鈴木重夫、横山誠一、城啓介、内海譲司、山西伸彦、三木睦郎、佐藤かんじ
- TK（タイムキーパー）：居波初子、中村ひろ子、塚越倫子、宇田直美、大橋結花、大塚久子、池田佳寿子、坂本幸子、林たか子、宮本美智子、石島加奈子、矢島由紀子、関仁美、後藤千恵美
- DSS：柏崎則子、田浦秀子、柏木梨佐、吉田裕子、梅沢和世
- 編成：藤川昭夫、鈴木恒男、栗原敏彰、米沢孝雄、藤本太郎
- SAVE THE EARTH コンサート
  - イベント・プロデューサー：大谷晴康、谷口則之、徳王誠、加藤公庸、照井和典
- 銀座会場
  - プロデューサー：仲築間卓蔵、藤瀬昇
  - ディレクター：松瀬光博
- 放送センター
  - プロデューサー：室川治久、尾崎正浩、似鳥利行、城朋子、三觜雅人、上村俊介、田村徹、菅沼直樹
- 広報・デザイン：丸山能明、又村統、難波佐波子、野口和子、田中孝道、立松典子、石橋久子、布村順一
- 音楽効果：森本喬雄、三神直、高田暢也、黒金和夫、島野高一
- 募金コーディネーター：鈴木三男、桜井博、土屋慶子
- 公開放送：八木博善
- 美術：石川啓一郎、道勧英樹、石附千秋、小林武司、栗田寛
- 主催者本部：横江川欣也、広田誠之、須沢正明、須田邦彦、矢島清雄、福永洋一、中沢昌、江尻満男、片桐旦次、加賀駿介、岩上喜進、坂野建爾
- 技術
  - テクニカルプロデューサー：須田昌宏、佐藤公則
  - Gスタジオ
    - TD（テクニカルディレクター）：坂東秀明
    - 音声コーディネーター：石川琇一
    - スイッチャー：鈴木博、鈴木康介、天野重幸
    - カメラ：工藤恂児、小宮佑一、福原啓祐、松村興、遠藤裕二、秋山真、新開宏、江村多加司、小林宏義、福田和美、島村隆宏、小椋敏宏、角田洋子、隅田哲、門間正晃、田代公一、保刈寛之、鈴木康夫、土屋隆
    - ミキサー：小川洋文、斎藤勝彦、杉本好造、宮下英俊、原泰造、新名大作、蔦佳樹、飯地浩美、加賀金重郎
    - VE（ビデオエンジニア）：一ノ瀬健次、葉満田修、貫井克次郎、栗田文恵、熨斗賢司、浦野丈治、西山裕之、小熊透
    - 照明コーディネーター：関仁
    - 照明：渡辺一成、小山田彰、小寺勝馬
    - 美術：石川啓一郎、道勧英樹
    - 音楽効果：小川彦一

  - 放送センター
    - TD（テクニカルディレクター）：安波次夫
    - 音声コーディネーター：西野三樹夫、笹川秀男
    - スイッチャー：市村晃一郎、佐々木伸郎、滝沢壮治、笹山久男、長谷部義夫、今泉雅晴
    - ミキサー：松本晃、柳沢政夫、掛川陽三郎、伊東聡、古川誠一、吾妻光良
    - VE（ビデオエンジニア）：牧野和侑、斎藤智徳、北村嘉明、柴田康弘、坂本誠二、片柳幸夫

  - Hスタジオ
    - TD（テクニカルディレクター）：矢野保夫
    - VE（ビデオエンジニア）：西山裕之
    - LD（ライティングディレクター）：小山田彰
    - 美術：石川啓一郎

  - 都庁都民広場
    - TD（テクニカルディレクター）：大熊昇
    - スイッチャー：広江潤
    - ミキサー：鈴木詳司、河原和夫、岡藤克己、今村公威
    - VE（ビデオエンジニア）：北野政憲、片柳幸夫、高木冬夫
    - 照明：斎藤明夫、山本智浩、
    - 美術：石川啓一郎、石附千秋
    - 音楽効果：三神直、島野高一
    - カメラ：清宏、村上孝一、水島光一、勝見明久、牛山雅博、青木健二、赤池貞仁

  - 新宿ステーションスクエア
    - 照明：細川登喜二
    - 広報：鈴木三男

  - 銀座四丁目
    - 照明：川崎吉男

  - 移動中継
    - TD（テクニカルディレクター）：渡辺洋

  - ヘリコプター
    - TD（テクニカルディレクター）：山岸真
    - カメラ：山川公一
- VTR・テレシネ：新井悦男、山之内一郎
- 回線運用センター：斎藤章夫、小林茂、冨田良二、南譲
- グラフィック：福山肇、藤原徹
- マスター：川野多実夫、高倉政嗣、木村俊一、桜林弘司、大日方秀光、鈴木重利
- 電話：平井満、山崎行雄
- 編成進行：出沢克彦、白子広三、斉藤嘉男
- 回線コーディネーター：谷山秀行、山本仁、霧島康男、秋元悠子
- 海外衛星コーディネーター：北川晴朗、佐伯憲、大漉翼
- 技術協力：NTV映像センター、日本テレビビデオ、コスモ・スペース、日放、音研、タムコ、共立、ジャパンテレビ、さがみエンヂニアリング、田中電気、NTT、日本有線テレビ、園田音響、サウンドプロ企画、アーツポート企画、朝日航洋、明光セレクト、バンセイ、トップガン
- 共同制作各社
  - 札幌テレビ：佐藤晃一、林健嗣、杉山義勝
  - 青森放送：山本正樹、長内基樹、辻井保
  - テレビ岩手：近藤英一、小原浩二、高橋祥子
  - 宮城テレビ放送：大谷勝利、柴森則夫、尾張廣
  - 秋田放送：森下通也、柳沼慎一、佐藤美和子
  - 山形放送：栗原東設、伊藤明彦、石山隆俊
  - 福島中央テレビ：善積康之、室井マチ、酒井和夫
  - テレビ新潟放送網：永原良太、山際憲治
  - テレビ信州：唐木沢幸男、柳沢深、長谷川武志
  - 山梨放送：横内勝、大木政雄、浅川英一
  - 静岡第一テレビ：杉山智昭、市村智明、八木孝之
  - 北日本放送：小坂武司、本堂剛三、清原正久
  - テレビ金沢：本秀一、倉橋充、大川智之
  - 福井放送：工藤順雄、福本実、寺井幸二
  - 中京テレビ放送：近藤直巳、伊豫田祐司、柄澤正也
  - 読売テレビ放送：松井守、藤澤國彦、萩原武博、松本芳久、北野桂子、伊藤憲治
  - 日本海テレビジョン放送：福本俊、湯浅宗生、上方尚志
  - 広島テレビ：池田真也、三谷茂、松山正
  - 山口放送：岩田幸雄、竹村昌浩、内山脩
  - 四国放送：胡田俊一、中川博文、岸佳克
  - 西日本放送：国宗達旦、宮武富夫、池田和總、小川君子
  - 南海放送：伊東修身
  - 高知放送：井上学、高木寿隆、福井一宏
  - 福岡放送：堤保徳、松山義雄、藤井隆行
  - 長崎国際テレビ：吉田幸生、武内亨、永元嘉一
  - 熊本県民テレビ：久保賢治、平田毅、入江浩文
  - テレビ大分：木本雄二、滝口允之、赤嶺哲朗
  - テレビ宮崎：石田農司、温水顕宗、重信実男
  - 鹿児島テレビ放送：門之園繁樹、川越保光、東村正博
  - 沖縄テレビ：座喜味俊明、花城清、大城光男
- 制作協力：NTV映像センター、日本テレビエンタープライズ、日本テレビビデオ、日本テレビ音楽、日本テレビ音楽学院、NTVIC、ドキュメンタリージャパン、日本電波ニュース、ユニオン映画、東通、メディアクリエーション、ホリプロダクション、オフィストゥーワン、トントン、ネバーランド、CR-NEXUS、パンフィット、フルハウス、ヒューマンプレス、カンバラミュージック、イヨンズ・コーポレーション、京王プラザホテル、新宿住友ビル、新宿副都心開発協議会、アサヒビール、JCB、新宿MITSUKOSHI、久米繊維工業、イエローハット、ミジェット、トップガン、ランダム、シンコーミュージック、日通硬貨センター、アップフロントエージェンシー
- 協力：ヤングチャリティーボランティア
- 制作総合プロデューサー・ディレクター：尾崎正浩、岡田泰三、川尻隆久、斉藤寿、鈴江秀樹、近藤訓弘、東原祐子、小林光二、笠原正己、古賀美岐、佐竹賢一、田口真、岸本絵利子、田中裕子、渡辺昌美、海野尚子、柏崎則子、磯野康美、中井裕真、リリー野崎、村上貴大、上野文、長手源三郎、金井良寿、木村剛、奥田裕子
- 総合ライター：金杉文夫、東海林桂、南條隆明、石田章洋、桜井ひろし
- 総指揮：漆戸靖治、馬場俊明
- チーフ・プロデューサー：都築忠彦
- 製作著作：日本テレビ